# Какимжанов, Ануарбек Какимжанович
Ануарбек Какимжанович Какимжанов (каз. Әнуарбек Кәкімжанұлы Кәкімжанов; 10 мая 1915 — 18 октября 1993) — советский государственный и общественный деятель, ректор Алма-Атинской Высшей партийной школы, депутат Верховного Совета КазССР.

## Биография

Мемориальная доска на доме по адресу: г. Алматы, ул. Гоголя 87, в котором жил Ануарбек Какимжанов

Родился в 1915 году в Акмолинском уезде Акмолинской области.
В 1940 году окончил КазГУ им. Кирова, физик-математик. С 1940 по 1942 годы был первым секретарем Алма-Атинского обкома ЛКСМК.
С 1942 по 1946 годы — участник Великой Отечественной войны.
В 1946-48 годы — второй секретарь Нарынкольского райкома партии.
С 1952 по 1955 годы был вторым секретарем Алма-Атинского горкома партии.
В 1961-64 годы был вторым секретарем Семипалатинского обкома партии.
С 1968 по 1977 годы был ректором Алма-Атинской Высшей партийной школы (АВПГ), в здании которой сейчас находится КИМЭП.
Скончался 18 октября 1993 года.